# Nataša Krnić
Nataša Krnić (n. 7 august 1987, în Karlovac) este o handbalistă de origine croată stabilită în Muntenegru care joacă pentru clubul Italian Handball Erice pe postul de intermediar stânga. De asemenea, Krnić a fost convocată de câteva ori în trecut la echipa națională a Muntenegrului.
Krnić s-a născut în Croația, dar s-a mutat de la o vârstă fragedă în Muntenegru. Prima echipă la care a fost legitimată a fost Haj Nehaj Sutomore, în 2001. Ulterior, handbalista a trecut pe la ŽRK Budućnost și ŽRK Autorex, înainte de a se transfera în Spania, la AKABA BeraBera, în 2006. Ea a jucat în Spania până în 2012, la diverse echipe, alături de care a evoluat în cupele europene.
În 2012, Nataša Krnić a părăsit Spania pentru Polonia, evoluând un an la Vistal Łączpol Gdynia. În 2013, ea a sosit în România și a jucat două sezoane la CSM Cetate Deva, iar în vara anului 2015, după ce echipa din Deva a retrogradat în Divizia A, Krnić s-a transferat la CS Măgura Cisnădie. În vara anului 2016 s-a transferat la echipa HC Dunărea Brăila, unde a jucat până în decembrie 2016, apoi s-a transferat pe 3 ianuarie 2017 la echipa CSU Danubius Galați.
După un sezon petrecut la HCM Râmnicu Vâlcea, Krnić s-a întors la HC Dunărea Brăila. În 2020, ea s-a transferat la SSD Handball Erice.

## Palmares
- Liga Campionilor:
  - Calificări: 2013

- Cupa Cupelor EHF:
  - Semifinalistă: 2008
  - Optimi: 2012
  - Turul 4: 2007

- Cupa EHF:
  - Semifinalistă: 2012
  - Turul 3: 2010, 2017

- Cupa României:
  -  Finalistă: 2018

- Cupa Poloniei:
  -  Medalie de bronz: 2013

- Cupa Spaniei:
  -  Câștigătoare: 2007, 2009
  -  Finalistă: 2008

- Supercupa Spaniei:
  -  Câștigătoare: 2008
  -  Finalistă: 2007

## Statistică goluri și pase de gol
Conform Federației Române de Handbal și Federației Europene de Handbal:
| Sezon                                   | Echipă       | Goluri |
| --------------------------------------- | ------------ | ------ |
|                                         |              |        |
| 2013-14                                 |              |        |
| CSM Cetate Deva                         | 73           |        |
|                                         |              |        |
| 2014-15                                 |              |        |
| CSM Cetate Deva                         | 100          |        |
|                                         |              |        |
| 2015-16                                 |              |        |
| CS Măgura Cisnădie                      | 90           |        |
|                                         |              |        |
| 2016-17                                 |              |        |
| HC Dunărea Brăila / CSU Danubius Galați | 25 / 60 (85) |        |
|                                         |              |        |
| 2017-18                                 |              |        |
| HCM Râmnicu Vâlcea                      | 25           |        |
|                                         |              |        |
| 2018-19                                 |              |        |
| HC Dunărea Brăila                       | 25           |        |
|                                         |              |        |
| 2019-20                                 |              |        |
| HC Dunărea Brăila                       | 1            |        |

| Sezon               | Echipă | Goluri |
| ------------------- | ------ | ------ |
|                     |        |        |
| 2013-14             |        |        |
| CSM Cetate Deva     |        |        |
|                     |        |        |
| 2014-15             |        |        |
| CSM Cetate Deva     | 6      |        |
|                     |        |        |
| 2015-16             |        |        |
| CS Măgura Cisnădie  |        |        |
|                     |        |        |
| 2016-17             |        |        |
| CSU Danubius Galați | 5      |        |
|                     |        |        |
| 2017-18             |        |        |
| HCM Râmnicu Vâlcea  | 2      |        |
|                     |        |        |
| 2018-19             |        |        |
| HC Dunărea Brăila   | 4      |        |
|                     |        |        |
| 2019-20             |        |        |
| HC Dunărea Brăila   | -      |        |

| Sezon                              | Echipă | Goluri |
| ---------------------------------- | ------ | ------ |
|                                    |        |        |
| 2012-13                            |        |        |
| Vistal Łączpol Gdynia (Calificări) | 7      |        |

| Sezon                 | Echipă | Goluri |
| --------------------- | ------ | ------ |
|                       |        |        |
| 2006-07               |        |        |
| AKABA BeraBera        | 13     |        |
| 2007-08               |        |        |
| AKABA BeraBera        | -      |        |
|                       |        |        |
| 2012-13               |        |        |
| Vistal Łączpol Gdynia | 7      |        |

| Sezon             | Echipă | Goluri |
| ----------------- | ------ | ------ |
|                   |        |        |
| 2009-10           |        |        |
| CB Elche-Mustang  | 8      |        |
|                   |        |        |
| 2011-12           |        |        |
| CB Mar Alicante   | 20     |        |
|                   |        |        |
| 2016-17           |        |        |
| HC Dunărea Brăila | 14     |        |